# Snag Pool
Der Snag Pool ist ein See im Norden des australischen Bundesstaates Western Australia. 
Der See liegt am Unterlauf des Fitzroy River.